# وسام الاستحقاق (بروسيا)
وسام الاستحقاق البروسي (بالفرنسية: Pour le Mérite)‏ هو وسام دولة، تأسس في عام 1740 من قبل فريدرش العظيم. منح وسام الإستحقاق كوسام عسكري ومدني، جنباً إلى جنب مع ترتيب النسر الأسود.